# Funariales
Funariales es un orden de musgos.

## Familias
- Disceliaceae (1 especie)
- Funariaceae (ca. 300 especies)